# Бёртшелл, Патрик
Патрик Бёртшелл (фр. Patrick Burtschell, 22 сентября 1946, Лилль, Франция) — французский хоккеист (хоккей на траве), защитник.

## Биография
Патрик Бёртшелл родился 22 сентября 1946 года во французском городе Лилль.
Играл в хоккей на траве за «Лилль». Трижды выигрывал чемпионат Франции по хоккею на траве (1964—1966) и по индорхоккею (1970—1971, 1974), дважды — Кубок Франции по хоккею на траве (в том числе в 1977 году).
24 апреля 1964 года дебютировал в сборной Франции.
В 1968 году вошёл в состав сборной Франции по хоккею на траве на Олимпийских играх в Мехико, занявшей 10-е место. Играл на позиции защитника, провёл 8 матчей, мячей не забивал.
В 1970 году участвовал в дебютном чемпионате Европы в Брюсселе, где французы заняли 4-е место.
В 1972 году вошёл в состав сборной Франции по хоккею на траве на Олимпийских играх в Мюнхене, занявшей 12-е место. Играл на позиции защитника, провёл 8 матчей, забил 2 мяча (по одному в ворота сборных Уганды и Польши).
В течение карьеры провёл за сборную Франции 125 матчей.